# نادي فالنسيا
نادي فالنسيا لكرة القدم (بالإسبانية: Valencia Club de Fútbol) هو نادي كرة قدم من مدينة فالنسيا بإسبانيا. تأسس في 18 مارس 1919. يلعب في الدوري الإسباني الدرجة الأولى ويعد فالنسيا من أكبر وأنجح الفرق الأسبانية. فالنسيا فاز بالدوري الإسباني 6 مرات وفاز بكأس إسبانيا 8 مرات ودوري أوروبا بالمسمى القديم (كأس الأتحاد الأوروبي) مرة واحدة كأس الاتحاد الأوروبي للأندية أبطال الكؤوس مرة واحدة، وحقق كأس السوبر الأوروبي مرتين. وقد وصل الفريق إلى نهائي دوري أبطال أوروبا مرتان متتاليتان الأولى كانت أمام مواطنه الأسباني ريال مدريد والثانية كانت أمام الفريق الألماني بايرن ميونخ وخسر في النهائيين.
فالنسيا هو أحد أعضاء مجموعة جي-14 المتصدرة للاندية الأوروبية، فالنسيا وصل إلى 7 نهائيات في مشاركاته الأوربية فاز في 4 وخسر 3. يلعب الفريق مبارياته الرسيمة على ملعب الميستايا الشهير، والذي تأسس في عام 1923 ويتسع لأكثر من 55,000 متفرج. نادي ليفانتي هو المنافس التقليدي في مدينة فالنسيا للنادي فالنسيا وهناك ناديين أخرى ن يقعان في منطقة بلنسية ذاتية الحكم هما فياريال ونادي إيركوليس.

## التاريخ
تأسس النادي في 5 مارس 1919 وتمت الموافقة عليه رسميًا في 18 مارس 1919، وكان أوكتافيو أوغوستو ميليغو دياز أول رئيس له ؛ بالمناسبة، تم تحديد الرئاسة بإرم قطعة نقود. لعب النادي أول مباراة تنافسية له خارج أرضه في 21 مايو 1919 ضد فالنسيا خيمناستيكو، وخسر المباراة 1-0.
انتقل فالنسيا إلى ملعب ميستايا في عام 1923، بعد أن لعب مبارياته على أرضه على ملعب ألجيروس منذ 7 ديسمبر 1919. المباراة الأولى في ميستايا حرضت أصحاب الأرض ضد كاستيلون كاستاليا وانتهت بالتعادل 0-0. في مباراة أخرى في اليوم التالي، فاز فالنسيا على نفس الخصم 1-0. فاز نادي فالنسيا بالبطولة الإقليمية في عام 1923، وكان مؤهلاً للعب في مسابقة كأس كوبا ديل ري المحلية لأول مرة في تاريخه.

### عقد 2000: عودة فالنسيا إلى قمة كرة القدم الإسبانية والأوروبية
في صيف عام 2004، قرر المدرب بينيتيز مغادرة فالنسيا، مشيرًا إلى أنه واجه مشاكل مع رئيس النادي؛ وسرعان ما أصبح مدربًا رئيسيًا لفريق ليفربول. وتم استبداله بمدرب فالنسيا السابق كلاوديو رانييري، الذي أقيل مؤخرًا من قبل تشيلسي. ومع ذلك، كانت فترة ولايته الثانية في النادي مخيبة للآمال، حيث كان فالنسيا يأمل في الاحتفاظ بلقب الدوري الإسباني، ولكن بحلول فبراير، وجد نفسه في المركز السابع. كما خرج فالنسيا من مرحلة المجموعات في دوري أبطال أوروبا، حيث أقيل رانييري على الفور في فبراير. وانتهى موسم 2004-2005 بفالنسيا خارج مراكز كأس الاتحاد الأوروبي.
في صيف عام 2005، تم تعيين مدرب نادي خيتافي كيكي فلوريس كمدير جديد لفالنسيا وأنهى الموسم في المركز الثالث، مما منح فالنسيا بدوره مكانًا في دوري أبطال أوروبا بعد موسم بعيدًا عن المنافسة. كان موسم 2006-2007 مليئًا بالعديد من الصعوبات؛ الحملة التي بدأت بآمال واقعية في التحدي على اللقب تعطلت بقائمة ضخمة من الإصابات للاعبين الأساسيين، بالإضافة إلى الخلافات الداخلية بين فلوريس والمدير الرياضي الجديد أميديو كاربوني. أنهى فالنسيا الموسم في المركز الرابع وخرج من دوري أبطال أوروبا في ربع النهائي على يد تشيلسي بنتيجة 3-2 في مجموع المباراتين، بعد أن أطاح ببطل إيطاليا إنتر في الجولة الثانية. في صيف عام 2007، تم تسوية القتال الداخلي بين فلوريس وكاربوني، حيث تم استبدال كاربوني بأنخيل رويز كمدير رياضي جديد لفالنسيا.
في 29 أكتوبر 2007، أقال مجلس إدارة فالنسيا فلوريس بعد سلسلة من العروض المخيبة للآمال، وتولى المدير المؤقت أوسكار فرنانديز المسؤولية بشكل مؤقت حتى يتم العثور على مدير بدوام كامل، أشيع أنه إما مارسيلو ليبي أو جوزيه مورينيو. بعد يوم واحد، أعلن المدير الهولندي رونالد كومان أنه سيترك بي إس في آيندهوفن للتوقيع لفالنسيا. ومع ذلك، فشل تعيين كومان في إحداث تحسن؛ في الواقع، هبط فالنسيا إلى المركز الخامس عشر في الدوري، بفارق نقطتين فقط عن منطقة الهبوط. وعلى الرغم من أدائهم السيئ في الدوري، إلا أن فالنسيا فاز بكأس ملك إسبانيا في 16 أبريل 2008، بعد فوزه 3-1 على خيتافي في فيسنتي كالديرون. كان هذا هو لقب الكأس السابع للنادي. بعد خمسة أيام، وبعد يوم واحد من هزيمة مدمرة بنتيجة 5-1 في الدوري أمام بلباو، أقال فالنسيا كومان واستبدله بفورو، الذي قاد فالنسيا كمدرب مؤقت لبقية الموسم. واستمر في الفوز بالمباراة الأولى منذ إقالة كومان، بفوزه على أوساسونا 3-0. نجح فورو في النهاية في سحب فالنسيا من معركة الهبوط إلى المركز العاشر في منتصف الجدول، منهيًا أخيرًا حملة كارثية في الدوري للنادي.

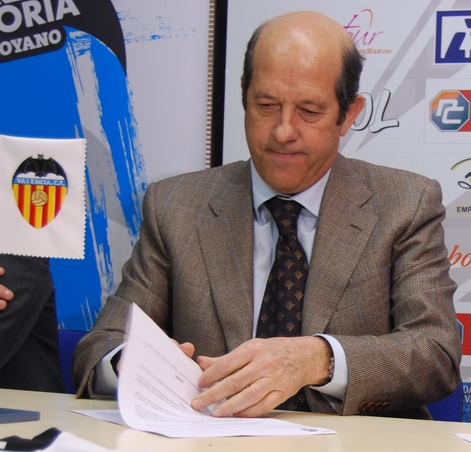

تم الإعلان عن المدرب أوناي إيمري، الذي يحظى بتقدير كبير، كمدرب جديد لفريق فالنسيا في 22 مايو 2008. بدت بداية مسيرة المدير الشاب واعدة، حيث فاز النادي بأربع مباريات من أصل خمس مباريات، وهي الزيادة التي شهدت صعود الفريق إلى المركز الأول في جدول الدوري الإسباني. وعلى الرغم من ظهوره بشكل مثير للإعجاب في أوروبا، إلا أن لوس تشي عانى من سلسلة من الأداء السيئ في الدوري مما جعله يتراجع إلى المركز السابع في الترتيب. وسط الركود ظهرت تقارير عن ديون داخلية ضخمة في النادي تتجاوز 400 مليون يورو، بالإضافة إلى عدم دفع رواتب اللاعبين لأسابيع. تفاقمت مشاكل الفريق عندما خرج من كأس الاتحاد الأوروبي على يد دينامو كييف بفارق الأهداف خارج الأرض. بعد سلسلة من المباريات التي حصل فيها فالنسيا على خمس نقاط فقط من عشر مباريات في الدوري الإسباني، تم الإعلان عن أن النادي حصل على قرض من شأنه أن يغطي نفقات اللاعبين حتى نهاية العام. وتزامن هذا الإعلان مع تحسن في الأداء، حيث فاز النادي بستة من مبارياته الثماني التالية ليعود إلى المركز الرابع الحاسم في دوري أبطال أوروبا. ومع ذلك، تراجع لوس تشي إلى المركز السادس في الدوري بعد هزيمتين أمام منافسيه الأربعة الكبار أتلتيكو مدريد وفياريال في اثنتين من مبارياته الثلاث الأخيرة، مما يعني أنه فشل في التأهل لدوري أبطال أوروبا للموسم الثاني على التوالي.

## ملعب الفريق
ملعب ميستايا (بالإسبانية: Estadio de Mestalla) ويعرف سابقاً (في الفترة ما بين 1969–1994) باسم ملعب لويس كاسانوفا (بالإسبانية: Estadio Luis Casanova) هو ملعب كرة قدم يقع في مدينة بلنسية في إسبانيا، وهو ملعب الرئيسي لنادي الدرجة الأولى الأسباني نادي فالنسيا الإسباني، ويتسع الملعب الذي بُنِيَ وافتتح في عام 1923 لحضور 49,500 ألف متفرج. ويعد الميستايا تاسع أكبر ملعب في إسبانيا وأكبر ملعب بمنطقة بلنسية. وكان ملعب الميستايا احتضن ولأول مرة مباريات منتخب إسبانيا لكرة القدم في عام 1925. واحتضن الملعب كذلك العديد من البطولات القارية والدولية، ففي كأس العالم لكرة القدم 1982 احتضن الملعب مباريات المنتخب الإسباني. بينما في الألعاب الأولمبية الصيفية 1992، احتضن الملعب جميع مباريات المنتخب الإسباني طوال البطولة ولغاية المباراة النهائية، التي شهدت فوز منتخب الأرض والجمهور باللقب.
بعد مرور أربع سنوات من تأسيس النادي، افتتح الملعب في 20 مايو 1923، حيث شهدت مباراة الافتتاح فوز فالنسيا على نادي ليفانتي بنتيجة 1-0، سجلهاللاعب مونتي. ويشتهر الملعب بأجوائه التي تثير الرهبة في الخصوم. من المتوقع أن ينتقل الفريق إلى نيو ميستايا الملعب الجديد للفالنسيا الأسباني الذي يتسع للأكثر من 75,000 متفرج، لكن بسبب أزمة فالنسيا المادية لا يُعرف متى سوف يكتمل بناء الملعب الجديد.

## شعار النادي
إقليم فالنسيا وجزر البليار كانتا محتلتان من قبل الملك خايمي الأول ملك أراغون خلال النصف الأول من القرن الثالث عشر, وطبقا للروايات القديمة أنه عندما أتى الملك خايمي ليدخل المدينة حط خفاش أسود (من خفافيش إقليم فالنسيا والتي تشتهر بكثرتها) على قمة علم الملك، ماتم اعتباره فألل خير عليهم في ذلك الوقت.

## أرقام الفريق
- أكبر انتصار في ملعب المستايا: 8-0 على سبورتينغ خيخون في (29\11\1953م).
- أكبر هزيمة في ملعب المستايا: 0-5 أمام ريال مدريد (20-1-2013)
- عدد المباريات التي لعبها النادي في الدوري (2284 مباراة) فاز بـ (1017 مباراة) وخسر بــ (738 مباراة) وتعادل بـ (529 مباراة).
- سجل النادي خلال هذه المباريات (3810 أهداف) وقبلت شباكه (2973 هدف)
- أكثر اللاعبين تمثيلا لـ النادي هم:

1. فيرناندو غوميز كولومر (553 مباراة)
2. آرياس (500 مباراة)
3. سانتياغو كانيزارس (416 مباراة)
4. ميغيل أنخيل أنغولو (411 مباراة).

- أكثر اللاعبين تسجيلاً في تاريخ النادي هم:

1. إدموندو سواريز (238 هدف)
2. والدو (147 هدف)
3. ماريو كيمبيس (145 هدف)
4. فيرناندو (140 هدف)

## تشكيلة اللاعبين

### التشكيلة الأساسية

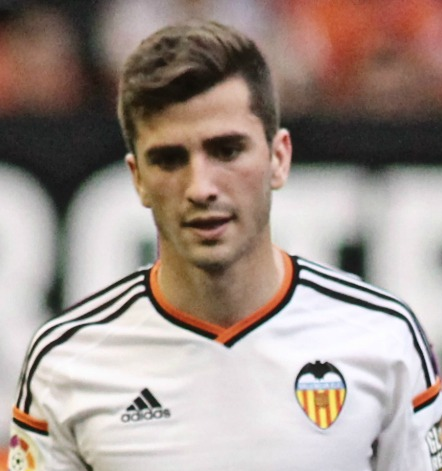
خوسيه لويس غايا قائد الفريق

آخر تحديث 30 أغسطس 2024.
ملاحظة: تشير الأعلام إلى المنتخب الوطني على النحو المحدد في قواعد الأهلية للفيفا. قد يحمل اللاعبون أكثر من جنسية واحدة غير تابعة للفيفا.
| الرقم | البلد            | المركز | اللاعب                                |
| ----- | ---------------- | ------ | ------------------------------------- |
| 1     | إسبانيا          | حارس   | خاومي دومينيك                         |
| 2     | بلجيكا           | مدافع  | ماكسيميليانو كوفريي (مُعار من كليرمون) |
| 3     | إسبانيا          | مدافع  | كريستيان موسكيرا                      |
| 4     | الولايات المتحدة | وسط    | مختار دياكابي                         |
| 5     | الأرجنتين        | وسط    | إنزو بارينيشيا (مُعار من أستون فيلا)   |
| 6     | إسبانيا          | وسط    | هوغو غيامون                           |
| 7     | إسبانيا          | وسط    | سيرجي كانوس                           |
| 8     | إسبانيا          | وسط    | خافي جويرا                            |
| 9     | إسبانيا          | مهاجم  | هوغو دورو                             |
| 10    | البرتغال         | وسط    | أندريه ألميدا                         |
| 11    | إسبانيا          | مهاجم  | رافا مير (مُعار من إشبيلية)            |
| 12    | نيجيريا          | مهاجم  | عمر صادق (مُعار من ريال سوسيداد)       |
| 13    | مقدونيا الشمالية | حارس   | ستول ديميتريفسكي                      |

| الرقم | البلد    | المركز | اللاعب                        |
| ----- | -------- | ------ | ----------------------------- |
| 14    | إسبانيا  | مدافع  | خوسيه غايا (قائد)             |
| 15    | إسبانيا  | مدافع  | سيزار تاريجا                  |
| 16    | إسبانيا  | مهاجم  | دييغو لوبيز                   |
| 17    | إسبانيا  | مهاجم  | دانيل جوميز (مُعار من ليفانتي) |
| 18    | إسبانيا  | وسط    | بيبيلو (نائب القائد)          |
| 20    | فرنسا    | مدافع  | ديميتري فولكييه               |
| 21    | إسبانيا  | مدافع  | خيسوس فازكيز                  |
| 22    | إسبانيا  | مهاجم  | لويس ريوخا                    |
| 23    | إسبانيا  | وسط    | فران بيريز                    |
| 24    | إسبانيا  | مدافع  | ياريك غاسيورويسكي             |
| 25    | جورجيا   | حارس   | جيورجي مامارداشفيلي           |
| 30    | إسبانيا  | مهاجم  | جيرمان فاليرا                 |
|       | البرتغال | مدافع  | تييري كوريا                   |

### لاعبون ذو عقد ساري
ملاحظة: تشير الأعلام إلى المنتخب الوطني على النحو المحدد في قواعد الأهلية للفيفا. قد يحمل اللاعبون أكثر من جنسية واحدة غير تابعة للفيفا.
| الرقم | البلد   | المركز | اللاعب        |
| ----- | ------- | ------ | ------------- |
| 26    | إسبانيا | وسط    | بيدرو أليمان  |
| 30    | إسبانيا | وسط    | خافيير غويرا  |
| 31    | إسبانيا | وسط    | هوغو غونزاليس |
| 33    | إسبانيا | مهاجم  | ديجو لوبيز    |
| 34    | إسبانيا | مدافع  | خوسيدا        |
| 35    | إسبانيا | حارس   | تشارلي        |

| الرقم | البلد   | المركز | اللاعب           |
| ----- | ------- | ------ | ---------------- |
| 37    | إسبانيا | مدافع  | كريستيان موسكيرا |
| 38    | إسبانيا | مدافع  | سيزار تاريغا     |
| 39    | إسبانيا | مدافع  | روبين إيرانزو    |
| 44    | إسبانيا | وسط    | خيسوس سانتياغو   |
| 46    | إسبانيا | مهاجم  | ماريو دومينغيز   |

### اللاعبون المُعارون
- تنتهي إعارة جميع اللاعبين في 30 يونيو 2023.[12]

ملاحظة: تشير الأعلام إلى المنتخب الوطني على النحو المحدد في قواعد الأهلية للفيفا. قد يحمل اللاعبون أكثر من جنسية واحدة غير تابعة للفيفا.
| الرقم | البلد   | المركز | اللاعب                                |
| ----- | ------- | ------ | ------------------------------------- |
| —     | إسبانيا | مدافع  | خورخي سانز (إلى نادي ليغانيس)         |
| —     | بيرو    | وسط    | أليساندرو بورلاماكي (إلى نادي بطليوس) |

## بطولات الفريق

### المحلية
- الدوري الإسباني الدرجة الأولى (6 مرات): 1941–42، 1943–44، 1946–47، 1970–71، 2001–02، 2003–04.
- الدوري الإسباني الدرجة الثانية (مرتين): 1930–31 و 1986–87
- كأس ملك إسبانيا (8 مرات): 1941، 1949، 1954، 1967، 1979، 1999، 2008 . 2019
- كأس السوبر الإسباني (مرة): 1999.
- كأس إيفا دوارتي (مرة): 1949.

### الأوروربية
- الدوري الأوروبي (مرة): 2003–04.
- كأس أبطال الكؤوس الأوروبية (مرة) : 1979–80.
- كأس السوبر الأوروبي (مرتين): 1980–81, 2004–05.
- كأس إنترتوتو (مرة): 1997–98
- وصيف دوري أبطال أوروبا (مرتين): 1999–2000 و2000–01 .

### الودية
- كأس المعارض الأوروبية (مرتين): 1961/1962، 1962/1963.

## معرض صور

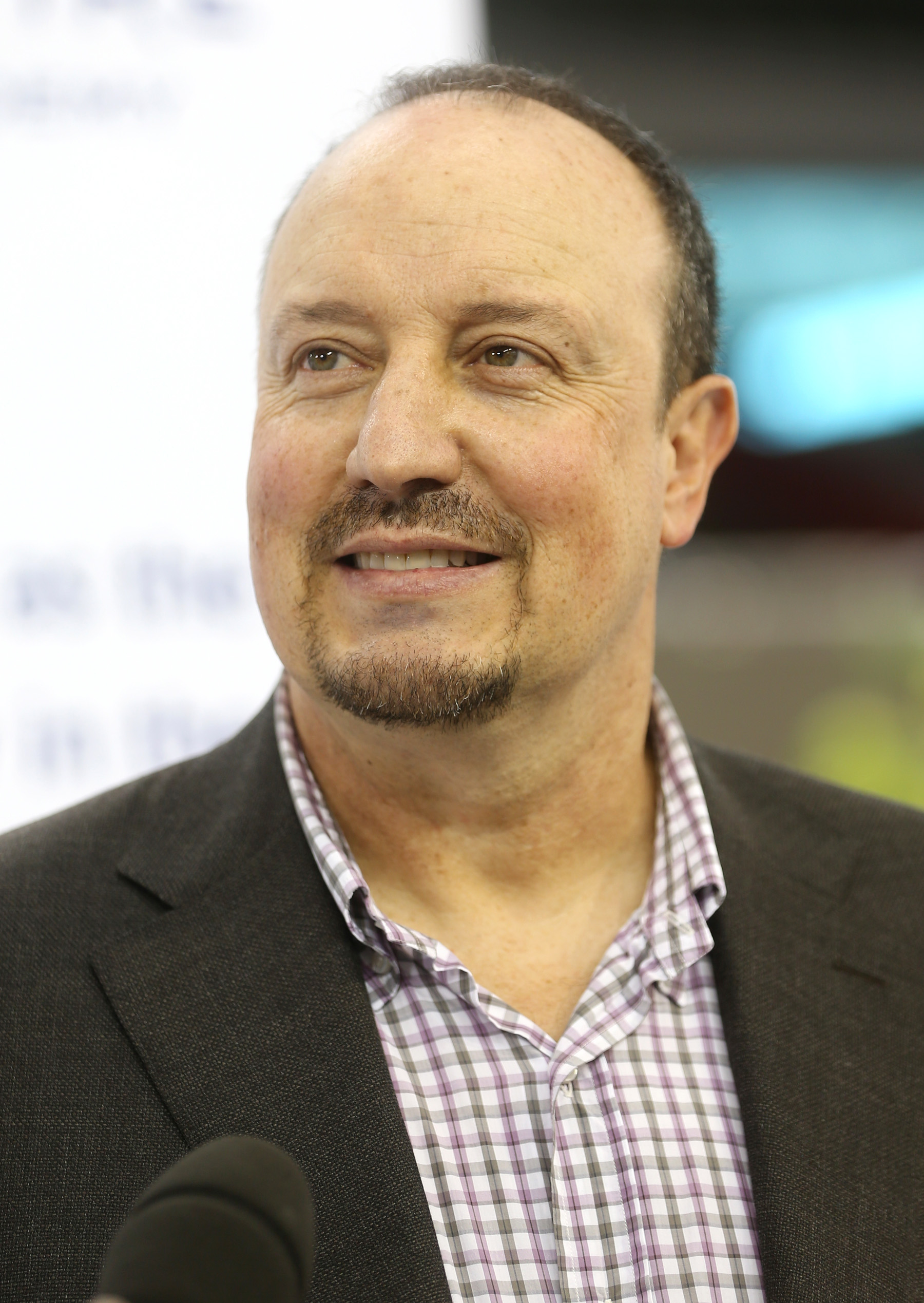
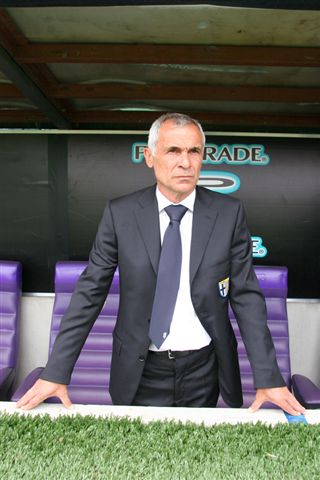
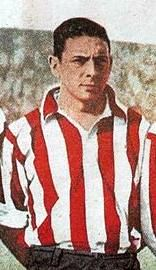
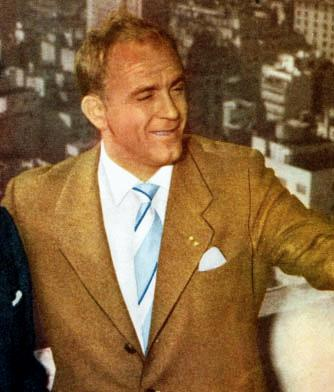
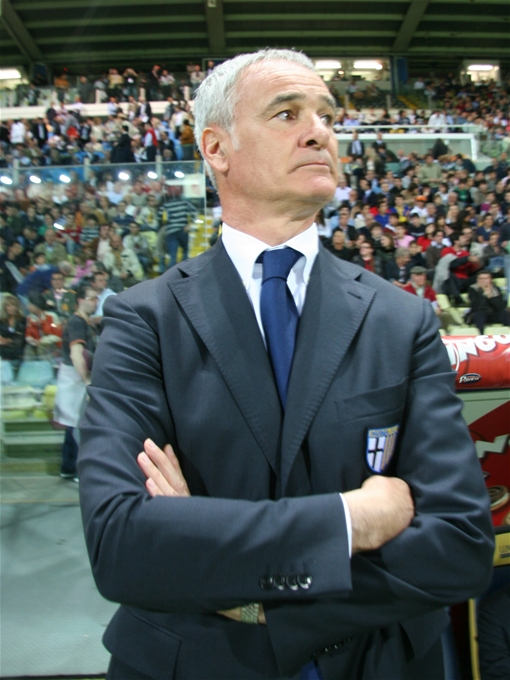

## أبرز اللاعبين والمدربين
| - أنغولو. - بابلو أيمار. - دافيد فيا. - روبيرتو أيالا. - سانتياغو كانيزاريس. - فيسينتي رودريغيز. - كلاوديو لوبيز. - كيلي غونزاليس. - ماريو كيمبس. | - ألفريدو دي ستيفانو - هكتور كوبر - رافاييل بينيتز - أليخاندرو سكوبيلي - ادموندو سواريز - أوناي ايمري - أوسكار فيرنانديز |

## وصلات خارجية
- الموقع الرسمي